# Amomum pubimarginatum
Amomum pubimarginatum är en enhjärtbladig växtart som beskrevs av Adolph Daniel Edward Elmer. Amomum pubimarginatum ingår i släktet Amomum och familjen Zingiberaceae. Inga underarter finns listade i Catalogue of Life.